# سنتز بودرو–چی‌چی‌بابین
سنتز آلدهید بودرو-چی‌چی‌بابین یک واکنش شیمیایی است که طی آن یک معرف گرینیارد به یک آلدهید با یک کربن بیشتر تبدیل می‌شود. واکنش یک معرف گرینیارد با تری‌اتیل اورتوفورمات یک استال می‌دهد، که می‌تواند به یک آلدهید هیدرولیز شود. به عنوان یک مثال از این واکنش می‌توان به سنتز نرمال هگزانال اشاره کرد.

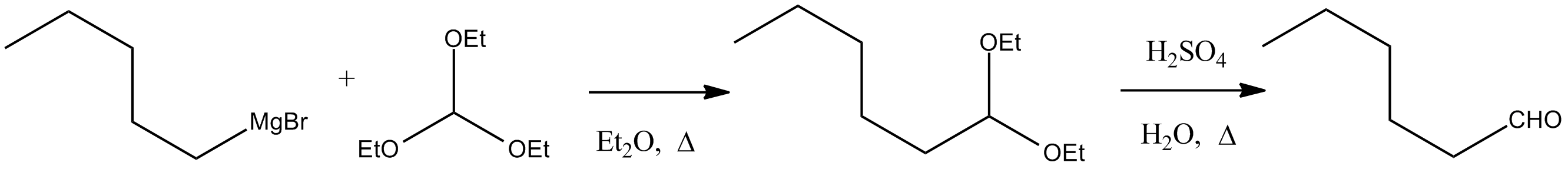
سنتز بودرو-چی‌چی‌بابین هگزانال